# Moose Goheen
Francis Xavier "Moose" Goheen (White Bear Lake, Minnesota, 1894. február 8. – Saint Paul, Minnesota, 1979. november 13.) olimpiai ezüstérmes amerikai jégkorongozó.
Az 1920-as nyári olimpián ezüstérmet nyert amerikai férfi jégkorong-válogatott Az elődöntőben 2–0-ra kaptak ki a későbbi győztes kanadai válogatottól, a rájátszás során pedig előbb a svéd, majd a csehszlovák válogatottat verték nagy arányban, megszerezve ezzel az ezüstérmet.
Jégkorongozni a szülővárosa iskolai csapatában kezdett. Mikor a University of Indianára járt, szintén kiváló baseball és amerikaifutball-játékos volt. 1916-ban és 1917-ben megnyerte a McNaughton-kupát, amit az amatőr amerikai jégkorongbajnokok kapnak. Ezután harcolt az első világháborúban. A National Hockey League-ből kapott szerződésajánlatot, de nem fogadta el.
1952-ben beválasztották a Jégkorong Hírességek Csarnokába, 1958-ban a Minnesota Sports Hall of Fame-be és 1973-ban a United States Hockey Hall of Fame-be.